# Peter Krasser

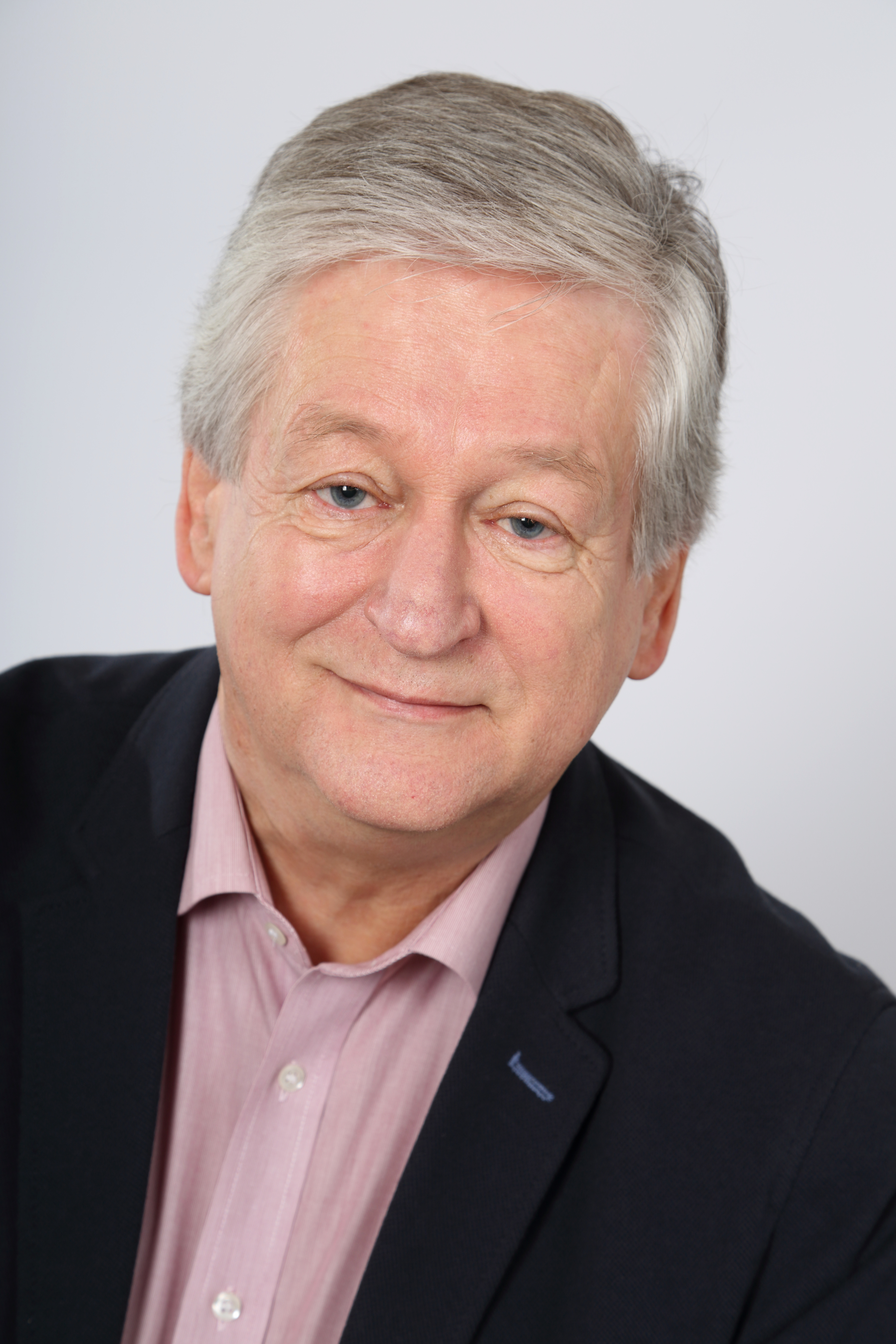
Peter Krasser (2016)

Peter Krasser (* 7. Mai 1952 in Rettenbach) ist ein österreichischer Unternehmer und Begründer sowie Leiter des humanitären Projektes „Schule Äthiopien“.

## Leben
Peter Krasser absolvierte die Volksschule in Hollenegg, die Hauptschule in Schwanberg, danach das Musisch-pädagogische Realgymnasium in Deutschlandsberg und anschließend die Pädagogische Akademie in Graz-Eggenberg. Er ist seit 1976 verheiratet und Vater einer Tochter; Peter Krasser und seine Gattin Edith Krasser wohnen in der Marktgemeinde Wies.

## Tätigkeiten

### Als Lehrer
Peter Krasser unterrichtete von 1973 bis 1988 als Hauptschullehrer die Fächer Mathematik, Geographie/Wirtschaftskunde, Biologie/Umweltkunde an der Hauptschule Wies, von 1988 bis 2003 leitete er die Volksschule Wies. Er ist Co-Autor von 8 Schulbüchern Du und die Welt für Geographie/Wirtschaftskunde und war Leiter der Bezirksarbeitsgemeinschaft sowie Mitglied der Landesarbeitsgemeinschaft Geographie/Wirtschaftskunde. Zusätzlich leitete er die Volkshochschule Wies und war außerdem langjähriger Gewerkschafts- und Personalvertretungsvorsitzender sowie Lehrerbundobmann im Bezirk Deutschlandsberg.

### In der Privatwirtschaft
Seit 1986 ist Peter Krasser  selbständiger Unternehmer im Direktvertrieb und war von 2000 - 2019 Obmann des Gremiums Direktvertrieb in der Wirtschaftskammer Steiermark, sowie von 2015 - 2025 auch Obmann des Bundesgremiums in der Bundeswirtschaftskammer Österreich.

### In der Kommunalpolitik
Peter Krasser war von 1985-2000 und 2005–2010 Gemeinderat und von 1987-1990 und 2000–2007 Vizebürgermeister der Marktgemeinde Wies. Von 1983-2001 bekleidete er die Obmannstelle des ÖAAB Wies.

### Für Schule Äthiopien
Am 1. Jänner 2003 erfolgte die Gründung des gemeinnützigen Vereins „Schule Äthiopien“; mittels intensiver Spendensammlungstätigkeit in Form von Vorträgen, Aussendungen, vielerlei Veranstaltungen, Kunstauktionen etc. wurde es möglich, die finanziellen Mittel zu finden, bis dato Juni 2025 17 Schulen zu errichten (bis 2027 werden mit es einer Bausumme von rund 4,5 Mill. Euro 21 Schulen für über 25.000 Kinder sein):
- 2005: Gabbro Lower Primary School für 1.000 Kinder
- 2011: Wore Anko Lower Primary School für 1.000 Kinder
- 2013: Sasit Higher Secondary School für 2.400 Kinder
- 2014: Chulute Higher Primary School für 1.900 Kinder
- 2017: Haro Berbabo Primary School für 1.500 Kinder
- 2019: Kono Higher Primary School für 1.400 Kinder
- 2019: Dega Tina Higher Primary School für 1.000 Kinder
- 2019: Obora Higher Primary School für 1.000 Kinder
- 2020: Bedessa Chando Higher Primary School für 1.400 Kinder
- 2023. Bedessa Chando HPS für 1.400 Kinder
- 2023: Yekema HPS für 1.000 Kinder
- 2023: Dogoma Yegot HPS für 1.000 Kinder
- 2023: Yubdo HPS für 1.000 Kinder
- 2024: Obosha HSS für 1.000 Kinder
- 2024: Ginchi HPS für 1.500 Kinder
- 2025: Tulu Becho HPS für 1.500 Kinder
- 2025. Yo Ále HSS für 1.000 Kinder
- Im Bau: Debeka HPS für 1.000 Kinder
- Im Bau: Degaga HPS  für 1.000 Kinder
- In Planung: Neti Teki HPS für 1.000 Kinder
- In Planung Boreda HPS für 1.000 Kinder
- In Planung Osole HPS für1.000 Kinder

## Ehrungen
- 2001: Ehrennadel der Marktgemeinde Wies.
- 2004: Ernennung zum Oberschulrat.
- 2014: Ernennung zum Kommerzialrat.
- 2019: Menschenrechtspreis der Stadt Graz, in Würdigung der Verdienste „Schule Äthiopien“.
- 2020: Goldenes Ehrenzeichen des Landes Steiermark.
- 2024: Ehrenring der Marktgemeinde Wies.